# Timología
En economía austriaca, timología es el estudio de aquellos aspectos humanos que preceden o causan la conducta humana deliberada.

## Praxeología y timología
Ludwig von Mises, en su obra Teoría e historia de 1957, escribió sobre la relación entre la praxeología y la timología, sobre lo cual afirmaba que:

[...] [La timología] es lo que un hombre sabe sobre la forma en que la gente valora diferentes condiciones, sobre sus deseos y aspiraciones, y sus planes para realizar dichos deseos y aspiraciones. Es el conocimiento del ambiente social en el que el hombre vive y actúa o, para los historiadores, de un medio extraño del cual ha aprendido por el estudio de fuentes especiales.

El por qué un hombre elige agua y otro elige vino es un problema timológico (en un sentido tradicional, psicológico). Pero no es de importancia para la praxeología ni la economía. El tema de estudio de la praxeología y de su parte mejor desarrollada -economía- es la acción per se y no los motivos que llevan a un hombre a tomarla.

## Historia
Mises escribió: 
 La timología es una rama de la historia o, como la formula  Collingwood, pertenece a la ‘esfera de la historia’. La timología trata con las actividades mentales de los hombres que determinan sus acciones. Trata con los procesos mentales que resultan en un tipo de conducta definida, con las reacciones de la mente a las condiciones del ambiente individual. Trata con algo invisible e intangible que no puede ser percibido por los métodos de las ciencias naturales. Pero las ciencias naturales deben admitir que este factor debe ser considerado como real también desde su punto de vista , pues es un eslabón en la cadena de eventos que resultan en cambios en la esfera que ellos consideran como su campo de estudio.